# Grzegorz Baran (duchowny)
Grzegorz Baran (ur. 18 czerwca 1972 w Dębicy) – polski duchowny rzymskokatolicki, doktor habilitowany nauk teologicznych w zakresie biblistyki, dziekan i wykładowca Wydziału Teologicznego Sekcja w Tarnowie.

## Życiorys
Pochodzi z parafii Świętego Krzyża i Matki Bożej Bolesnej w Dębicy. Uczęszczał do Liceum Ogólnokształcącego im. Władysława Jagiełły w Dębicy, a po maturze w roku 1991 wstąpił do Wyższego Seminarium Duchownego w Tarnowie. W roku 1997 obronił pracę magisterską z teologii na Wydziale Teologicznym w Tarnowie Papieskiej Akademii Teologicznej w Krakowie. 17 maja 1997 r. przyjął święcenia kapłańskie z rąk bpa Józefa Życińskiego i rozpoczął pracę duszpasterską jako wikariusz, m.in. w parafii Matki Bożej Nieustającej Pomocy w Mielcu. W 2003 roku został skierowany na studia doktoranckie z zakresu teologii biblijnej w Instytucie Nauk Biblijnych Katolickiego Uniwersytetu Lubelskiego. Równocześnie rozpoczął studia magisterskie z filologii klasycznej na Wydziale Nauk Humanistycznych KUL. W 2008 roku uzyskał stopień doktora nauk teologicznych w zakresie biblistyki na podstawie obrony rozprawy doktorskiej pt. Baptyzmalny charakter powtórnego narodzenia w tradycji Janowej. Rok później uzyskał stopień magistra filologii klasycznej, a w 2010 roku stopień doktora filologii klasycznej (z zakresu literaturoznawstwa) na podstawie obrony rozprawy doktorskiej pod tytułem Motyw synostwa Bożego w "In Iohannis Evangelium Tractatus" oraz "In Iohannis Epistolam ad Parthos Tractatus" Świętego Augustyna. W 2021 r. uzyskał stopień doktora habilitowanego nauk teologicznych na Uniwersytecie Papieskim Jana Pawła II w Krakowie.
1 października 2009 r. rozpoczął pracę na Katolickim Uniwersytecie Lubelskim Jana Pawła II w Instytucie Kulturoznawstwa Wydziału Filozofii. Przez pierwsze dwa lata był zatrudniony na stanowisku asystenta w Katedrze Wiedzy o Kulturze Antycznej, a następnie na stanowisku adiunkta (w Katedrze Historii Kultury Intelektualnej w latach 2011–2016 oraz w Katedrze Retoryki w latach 2016–2018). Od października 2018 roku jest pracownikiem Uniwersytetu Papieskiego Jana Pawła II – Wydział Teologiczny Sekcja w Tarnowie. W 2024 został dziekanem Wydziału Teologicznego Sekcja w Tarnowie UPJPII w Krakowie.
Od 2018 r. pełni obowiązki diecezjalnego duszpasterza odpowiedzialnego za celebrowanie liturgii w nadzwyczajnej formie rytu rzymskiego, a od 2020 jest pełnomocnikiem dziekana WTST ds. nauki i studiów oraz sekretarzem czasopisma naukowego Tarnowskie Studia Teologiczne. W 2023 otrzymał godność kanonika honorowego kapituły katedralnej w Tarnowie.

## Wybrane publikacje
- Cudowna Matko, która łask tak wiele dzieciom swym świadczysz w zawadzkim kościele – w hołdzie Matce Bożej Zawadzkiej w 100-lecie koronacji Jej cudownego obrazu. Czytanki majowe, Tarnów 2020.
- Sny prorocze, sny wieszcze, objawienia Boże przez sny w tradycji starotestamentalnej, Tarnów 2017.
- Motyw synostwa Bożego w homiliach św. Augustyna do Ewangelii oraz Pierwszego Listu Jana Apostoła, Tarnów 2010[8].